# Живёт такой парень
«Живёт такой парень» — советский художественный фильм, поставленный в 1964 году Василием Шукшиным и являющийся его полнометражным режиссёрским кинодебютом (до этого он, учась во ВГИКе, снял только короткометражный фильм «Из Лебяжьего сообщают»). В основе — рассказы Шукшина: «Коленчатые валы» (1961), «Гринька Малюгин» (1962), «Классный водитель» (1962), «Внутреннее содержание» (окончен в 1966 году).

## Сюжет
Главный герой фильма — молодой парень Пашка Колокольников по прозвищу «Пирамидон», который работает шофёром и водит грузовую машину по Чуйскому тракту. Разные люди встречаются на его пути. Мечтательный, жизнелюбивый, немного простоватый, он живёт с распахнутой миру душой.

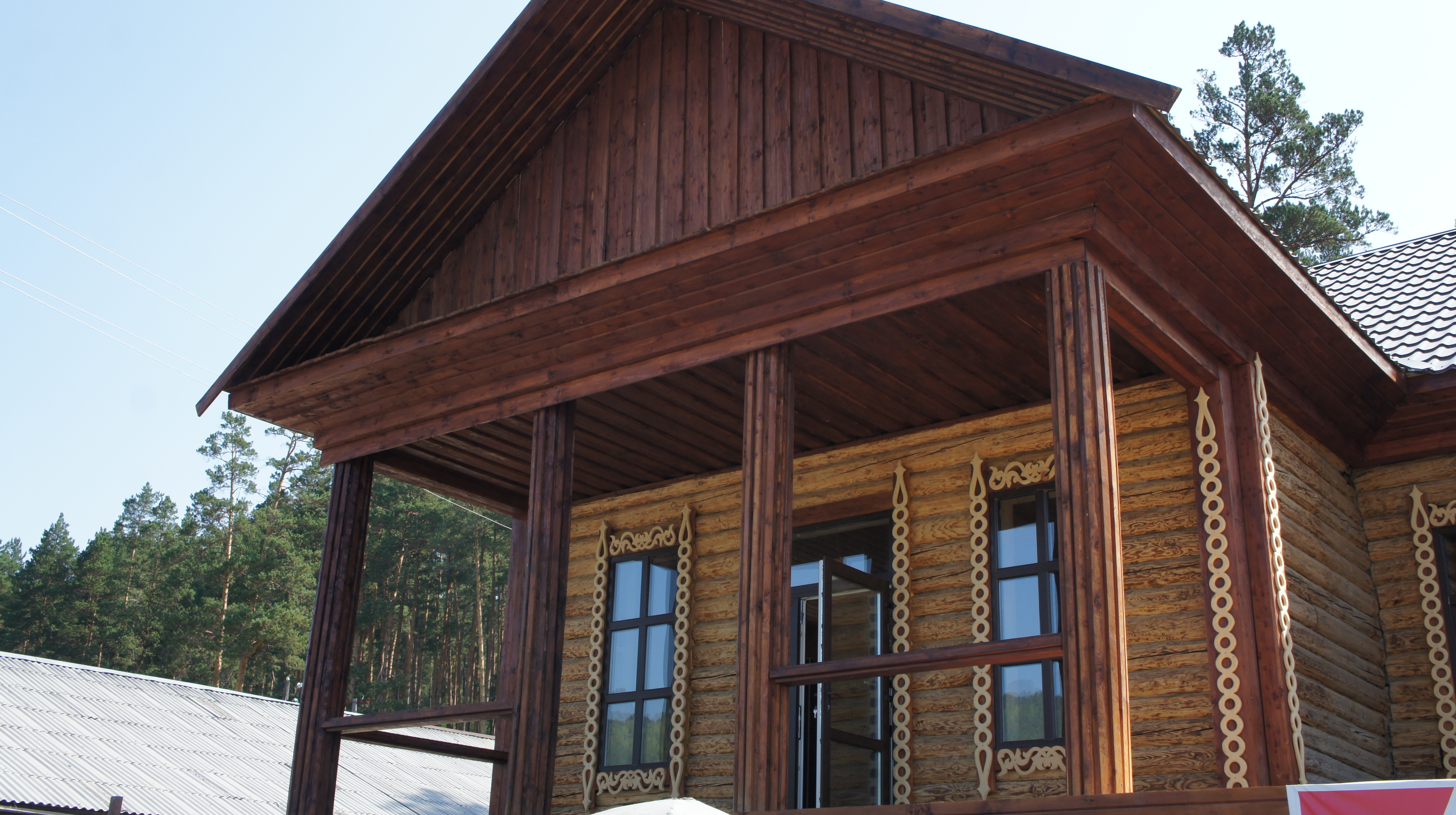
Придорожное кафе в Усть-Семе, на крыльце которого начинаются первые кадры фильма «Живёт такой парень»

Однажды попутчик, оказавшийся председателем колхоза, зазывает Пашку к себе: нужно срочно возить лес. Пашка едет в командировку в колхоз, где вечером на танцах знакомится с библиотекаршей Настей, за которой начинает активно ухаживать. Днём Пашка заходит в библиотеку, где просит выдать ему почитать «Капитал» Маркса и играет в шашки с Геной, молодым человеком Насти. Вечером они идут в клуб, куда приезжает дом моделей с показом мод. Настя, впрочем, отвергает все попытки Пашки ухаживать за ней. Вломившись ночью в комнату Насти, Пашка окончательно понимает, что та влюблена в Гену. Он приходит к Гене, который не может уснуть из-за ревности, и говорит тому, что Настя его ждёт, а сам сетует на то, что ему не везёт в любви.
В другой раз Пашка подвозит попутчицу из города, с которой обсуждает культуру быта. Поначалу он отказывается взять с неё деньги за дорогу, однако, услышав, как супруг попутчицы, помогая ей выгружать вещи из машины, плохо отозвался о нём, Пашка в исступлении требует заплатить ему по повышенной таксе.
От скуки Пашка навещает свою давнюю подругу, разведённую Катю Лизунову, и пытается позвать её на свидание, однако та не хочет тратить время на несерьёзные отношения. Пашка обижается и начинает укорять её в бескультурии, читает нотацию о том, какой, по его мнению, должна быть современная женщина, но Катя прогоняет его. Ночью бабка Марфа, у которой остановился Пашка со своим напарником, рассказывает ему историю о том, как перед войной один шофёр встретил обнажённую девушку, которая попросила его купить белой материи себе на платье; по словам Марфы, это была Смерть. Пашке снится сон, в котором в образе девушки в белом одеянии предстаёт Настя.
Во время очередного рейса со своим напарником Кондратом Степановичем Пашка предлагает познакомить его с тёткой Анисьей, вдовой, которая якобы давно просила его найти ей жениха. Они приезжают к Анисье, которая накрывает на стол. От смущения Кондрат не может вымолвить ни слова, но Пашка оставляет его с Анисьей, чтобы они сами обо всём договорились.
По возвращении из поездки Пашку посылают за горючим. Он приезжает на нефтебазу в тот момент, когда там возникает чрезвычайная ситуация: в одном из грузовиков загорелись баки, которые могут в любой момент взорваться. Все стремятся оказаться как можно дальше от опасности, спасаясь бегством, однако Пашка садится за руль пылающего грузовика, выводит его за пределы базы и направляет под откос. Колокольников ранен, но заслужил славу героя.
В больницу к Пашке приходит молодая журналистка из Ленинграда, которая берёт у него интервью. Пашка флиртует с ней и просит прийти завтра. Потом у него происходит диалог с соседом по палате, пожилым учителем, который говорит Павлу, что счастье ― в простых вещах, и убеждает его больше учиться и расширять кругозор. Заканчивается фильм тем, что Пашке снова снится сон с Настей в образе девушки в белом одеянии, но теперь она говорит, что она не Смерть, а Любовь, и что Пашка должен не сдаваться и искать её.

## Съёмочная группа
- Режиссёр-постановщик — Василий Шукшин
- Автор сценария — Василий Шукшин
- Оператор-постановщик — Валерий Гинзбург
- Оператор — Виталий Шолин
- Композитор — Павел Чекалов
- Художник-постановщик — Александр Вагичев
- Художник по костюмам — Нора Муллер
- Звукооператор — Валентин Хлобынин
- Монтаж — Лидия Жучкова
- Редактор — Валерия Погожева
- Директор картины — Борис Краковский

## В ролях
| Актёр              | Роль                                                                |
| ------------------ | ------------------------------------------------------------------- |
| Леонид Куравлёв    | Пашка Колокольников («Пирамидон»), шофёр                            |
| Лидия Чащина       | Настя / Смерть / Любовь, библиотекарь                               |
| Лариса Буркова     | Катя Лизунова, разведённая знакомая Пашки / француженка             |
| Ренита Григорьева  | городская женщина                                                   |
| Нина Сазонова      | тётка Анисья                                                        |
| Анастасия Зуева    | бабка Марфа                                                         |
| Белла Ахмадулина   | журналистка краевой молодёжной газеты (в рассказе — «А. Сильченко») |
| Борис Балакин      | Кондрат Степанович, шофёр, напарник Пашки                           |
| Родион Нахапетов   | Гена, инженер, ухажёр Насти                                         |
| Виктор Филиппов    | Иван Егорович Прохоров, председатель колхоза                        |
| Иван Рыжов         | директор базы, заведующий нефтебазой                                |
| Николай Федорцов   | «Хыц», приятель Павла                                               |
| Евгений Тетерин    | учитель, сосед Пашки по палате                                      |
| Борис Романов      | Степан, смеющийся во сне сосед Пашки по палате                      |
| Аркадий Трусов     | муж бабки Марфы (в титрах отсутствует)                              |
| Нина Иванова       | жена председателя колхоза                                           |
| Александр Карпов   | сторож автобазы                                                     |
| Владимир Смирнов   | парень на танцах                                                    |
| Николай Довженко   | пациент в больнице «Костыль»                                        |
| Николай Новлянский | доктор                                                              |

## Прокат
Впервые фильм представлен публике режиссёром Василием Шукшиным в мае 1964 года в воронежском Дворце культуры имени С. М. Кирова (в Москве ленту запретили по идеологическим соображениям). Об этом событии на здании дворца культуры в 2004 году установлена памятная доска, а на прилегающей к зданию территории в 2020 году открыт сквер имени режиссёра и установлен памятник.

## Критика
Известный советский деятель кинематографа Марк Донской высоко оценил режиссёрский дебют В. Шукшина, красноречиво назвав свой отзыв: «Есть такой режиссёр!». Он писал, что в фильме создан характер очень национальный, очень «узнаваемый». Одно из главных достоинств картины он видел «в переливах, как в перламутре, — от смеха к грусти и опять к смеху». «И наряду с этим, — продолжал М. Донской, — серьёзнейшее раздумье о человеке, о смысле человеческой жизни». Сам сценарист и режиссёр был в полном недоумении, что фильм восприняли как кинокомедию.
Кинокритик Михаил Кузнецов писал, что в фильме «не всё безупречно». Режиссёр, по мнению критика, «потерпел неудачу в изображении снов Пашки, неудачно подобрал исполнительниц женских ролей (за исключением лишь тётки Анисьи)». Одновременно он отметил «удивительно цельную трактовку главного образа, глубокую авторскую заинтересованность в нём». М. Кузнецов резюмировал: «…предельной достоверностью, естественностью, неподкупной правдивостью дышит большинство эпизодов, поставленных В. Шукшиным-режиссёром, а это ведь немалое завоевание…Вот поэтому-то дебют молодого писателя, актёра и постановщика не только удачен сам по себе, но и обещает ещё больше в будущем».
Критик Лариса Крячко констатировала, что «фильм В. Шукшина высоко оценён мастерами кино», однако критиковала этические позиции Шукшина. Она считала недопустимым «в век, когда все учатся, — воспевать малограмотность героя, в век великих социальных революций проповедовать некую „сермяжную“ правду, смысл жизни искать в простейших растительных радостях…».
Кинокритик Лев Аннинский указывал, что фильм восприняли как кинокомедию и поэтому «комедийный успех попросту спас Шукшина от попрёков в начале его режиссёрского поприща; редкие и неуверенные возражения потонули в море смеха». Тем не менее вскоре «профессиональные критики уже забеспокоились: из статьи в статью пошли осторожные намёки — мол, не слишком ли нажимает В. Шукшин на „простоту“ своих героев; так ведь может получиться, что и интеллигентность вроде того что грех».
Киновед Ростислав Юренев отмечал, что при всей серьёзности отношения Паши Колокольникова к жизни в фильме «были заложены подлинные комедийные несоответствия». Они «не были обнажены и форсированы, а тщательно обставлены бытовыми подробностями, психологически мотивированы и поэтому действовали исподволь, сокровенно».
Критик Инна Левшина назвала Пашу Колокольникова типом русского характера и так описала его: «Светлый, лёгкий, ребячливый, трогательный и смешной — простой шукшинско-куравлёвский парень». Инна Левшина писала: «Точно найденный Куравлёв, актёр мягкий, потихоньку забирающий зрителя, и драматургия скромного „дорожного“ сюжета, задача которого — единственно в сцеплении всех „придорожных“ случаев, сама авторская позиция, неназойливо наступательная, чёткая в социально-нравственных критериях, — вот что … принесло в фильм „Живёт такой парень“ цельность повествования и режиссёрскую собранность».
Кинокритик Константин Рудницкий отмечал, что фильм был воспринят критикой «доброжелательно, однако с прохладцей». По его же оценке это «очень хороший, непринуждённый, свободно разыгранный фильм, полный жизни и лукавого шукшинского юмора».
Киновед Юрий Тюрин подробно рассмотрел фильм, отметив, что он «явился событием кинематографической жизни» и его заметили зрители и критики. Он также указал, что «Шукшин пришёл в большое кино со своей центральной темой, своей системой образности».
Другой известный киновед Георгий Капралов считал, что «ломать… привычные схемы Шукшин начал, если говорить о кино, с первой же своей самостоятельной режиссёрской работы…». Он также написал, что фильм «Живёт такой парень» «тем и привлекает, что не даёт однозначных решений, а заставляет думать о сложности жизни, размышлять о добре, морали, истинной и ложной красоте».
Киновед Нея Зоркая так оценивала фильм: «… картина режиссёра-дебютанта „Живёт такой парень“ засверкала юмором, словно бы свежей утренней росой, открыла череду обаятельных портретов, написанных с безупречным знанием и родственной любовью. И всех их словно притягивал к долгому своему маршруту чуйский шофёр Пашка Колокольников. В исполнении Леонида Куравлёва представал на экране истинно русский народный герой, современный Иванушка, наивный и хитрющий, фантазёр и верный друг. Необыкновенный кинематографист родился!».
Исследовательница творчества Шукшина Ирина Шестакова написала: «Фильм „Живёт такой парень“ стал новым самобытным произведением, в котором В. Шукшин продемонстрировал владение приёмами синтеза двух видов искусств — литературы и кинематографа». Культуролог Наталья Кириллова высказывала аналогичную оценку: «Фильм „Живёт такой парень“, собравший в прокате 27 млн зрителей, стал поворотным в судьбе В. М. Шукшина, связав воедино его литературное и кинематографическое творчество».

## Награды
- Приз «Лев святого Марка» Венецианского кинофестиваля 1964 года за лучший фильм для детей;
- Премия первого Всесоюзного кинофестиваля (Ленинград, 1964) за лучший комедийный фильм («За жизнерадостность, лиризм и оригинальное решение»).

## «Будь счастлив, Пашка»
В 1995 году Леонид Куравлёв вновь исполнил роль Пашки Колокольникова для социального рекламного ролика «Будь счастлив, Пашка».